# 约翰·彼得松
约翰·彼得松（瑞典語：Johan Petersson，1973年3月29日—），瑞典男子手球运动员。他曾代表瑞典国家队参加1996年和2000年夏季奥林匹克运动会手球比赛，获得两枚银牌。